# Criciova
Criciova (in ungherese Kricsó, in serbo Кричова ?, Kričova) è un comune della Romania di 1606 abitanti, ubicato nel distretto di Timiș, nella regione storica del Banato. 
Il comune è formato dall'unione di 4 villaggi: Cireșu, Cireșu Mic, Criciova, Jdioara.